# Weltausstellung Gent 1913
Die Weltausstellung 1913 in Gent (nl: Wereldtentoonstelling Gent 1913) war die 19. vom Bureau International des Expositions (BIE) anerkannte Weltausstellung. Sie fand vom 26. April 1913 bis zum 3. November 1913 statt. Als 130 Hektar großes Ausstellungsgelände nutzte man das Viertel Sint-Pieters-Aalst und den heutigen Zitadellenpark. 9,5 Millionen Interessenten besuchten die Weltausstellung.

## Geschichte

### Hauptthemen, Angebote, Besucher
Blumen und die Kolonien waren die Themen der Weltausstellung von 1913: Gent gilt als Zentrum der Blumenzucht und entsprechend prägte eine üppige Blumenpracht die Ausstellung.
Im Zitadellenpark wurden ein senegalesisches und ein philippinisches Dorf aufgebaut, indem 128 Senegalesen und 60 Philippiner „ausgestellt“ wurden. Algerien, Marokko, Tunesien, Indien und der Belgisch-Kongo verfügten über eigene Pavillons. Der Kongo-Pavillon war ein 15 Meter hoher Rundbau mit einem Durchmesser von 152 Metern und beherbergte eine Panoramaausstellung, die den belgischen Imperialismus im besten Lichte erscheinen ließ.
Im philippinischen Dorf starben Anfang November neun Eingeborene an Unterkühlung. Sie waren die ganze Zeit über in den für andere klimatische Verhältnisse gebauten Hütten untergebracht. Es stellte sich ebenfalls heraus, dass sie seit längerem gehungert hatten, da die Agentur, die sie nach Gent geholt hatte, Konkurs ging und ihnen keinen Lohn mehr bezahlte.
Als weitere Attraktionen gab es die höchste Wasserrutsche der Welt und einen Nachbau einer mittelalterlichen flämischen Siedlung.
24 Länder waren offiziell vertreten, Deutschland und Italien nur inoffiziell. Die Ausstellung in Gent war die letzte Weltausstellung vor dem Ersten Weltkrieg und die letzte Ausstellung mit einem Menschen-Zoo.

### Het Kuipke
Die ehemalige Blumenausstellungs- und Festhalle „Floraliënpaleis“ der Weltausstellung wurde bis 1962, als sie einem Brand zum Opfer fiel, als Veranstaltungshalle, Het Kuipke genannt, genutzt, in der auch das Sechstagerennen von Gent stattfand.

## Bildergalerie

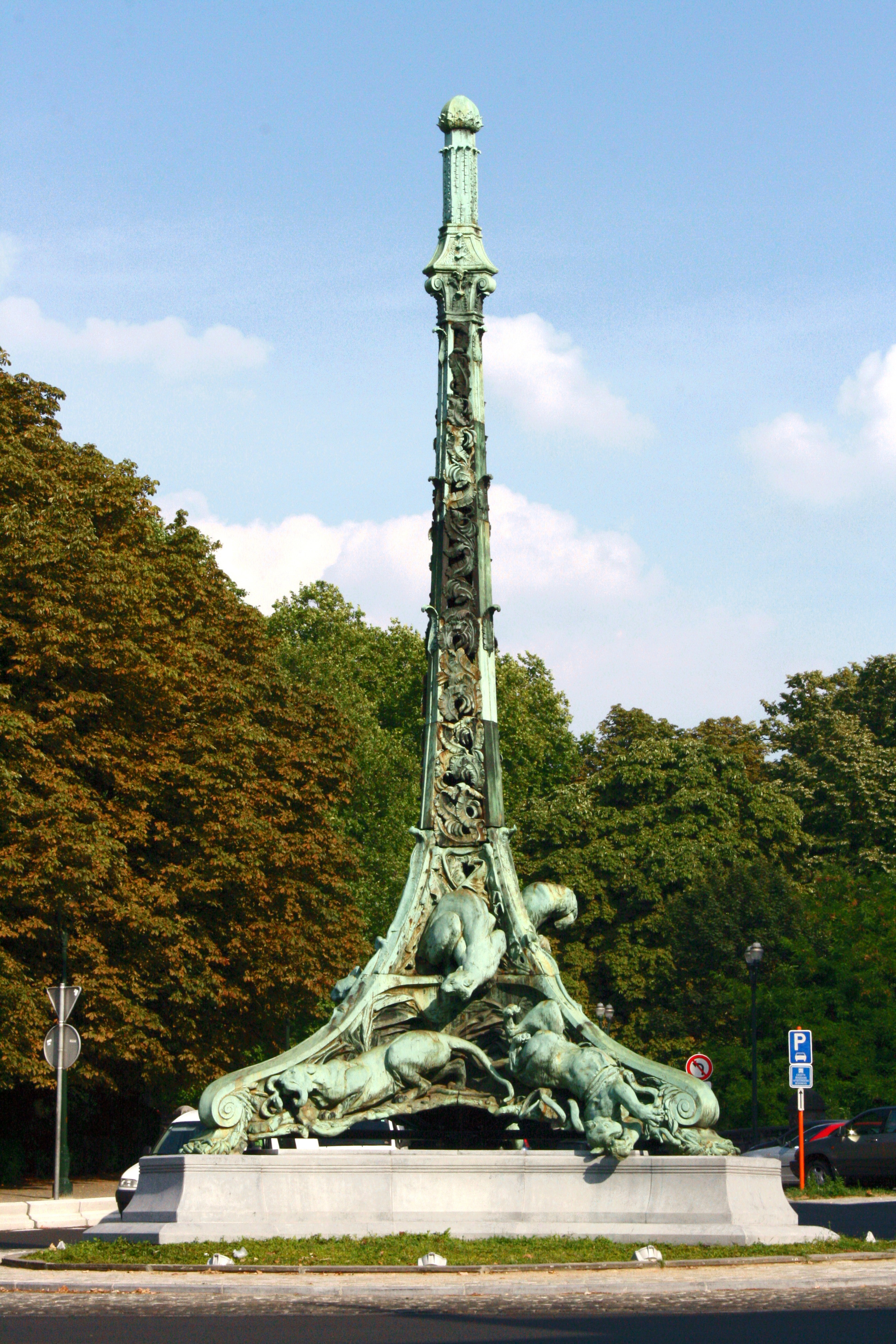
Elektromast von Jacques de Lalaing aus Bronze, hergestellt für die Weltausstellung von 1913
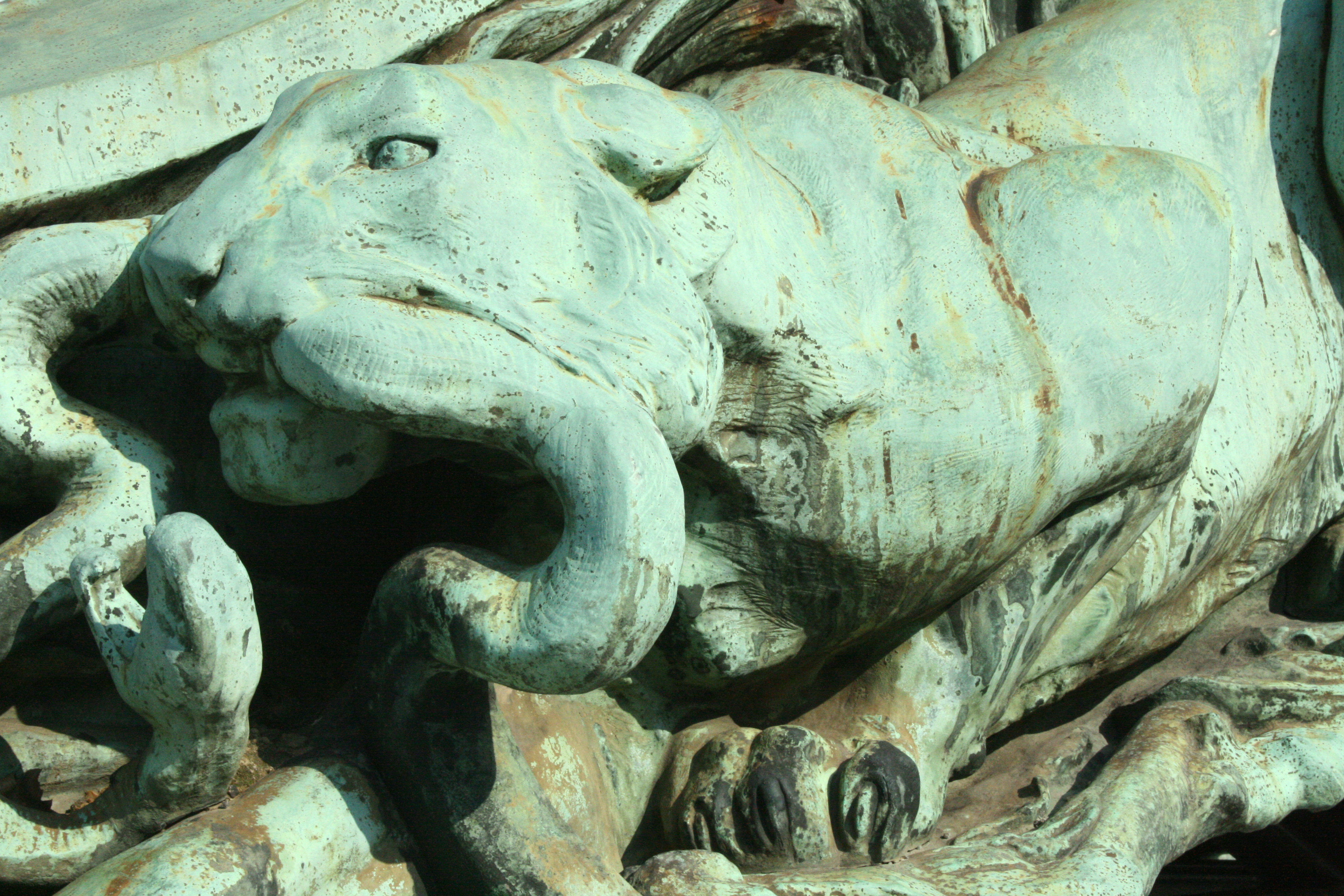
Elektromast, Detailansicht
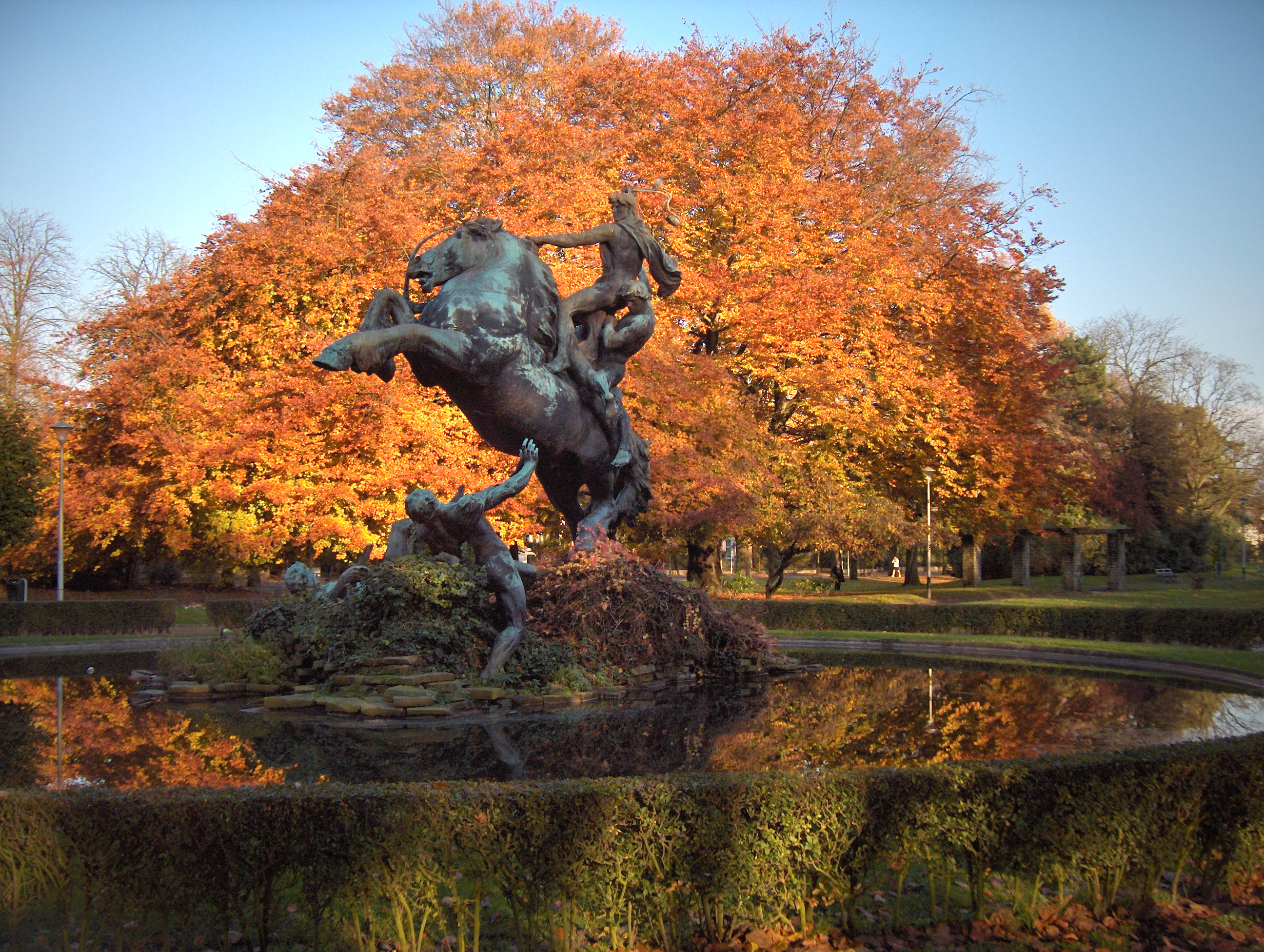
Bronze-Statue Ros Beyaert von Aloïs de Beule und Domien Ingels, hergestellt für die Weltausstellung von 1913
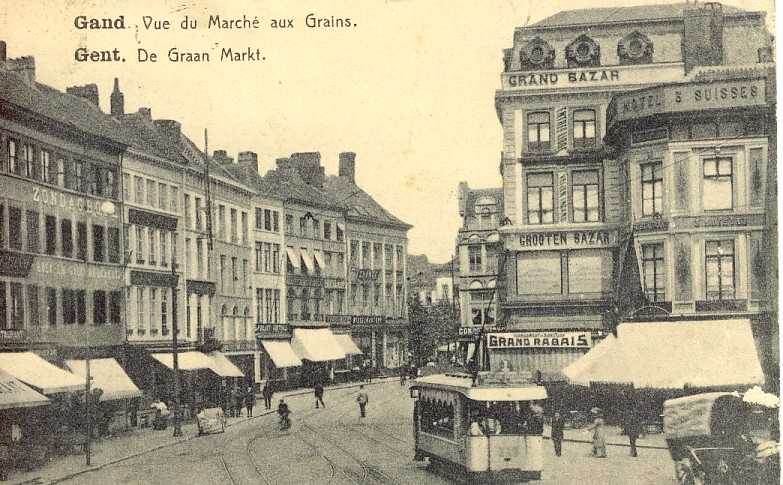
Tramlinie an der Weltausstellung von 1913
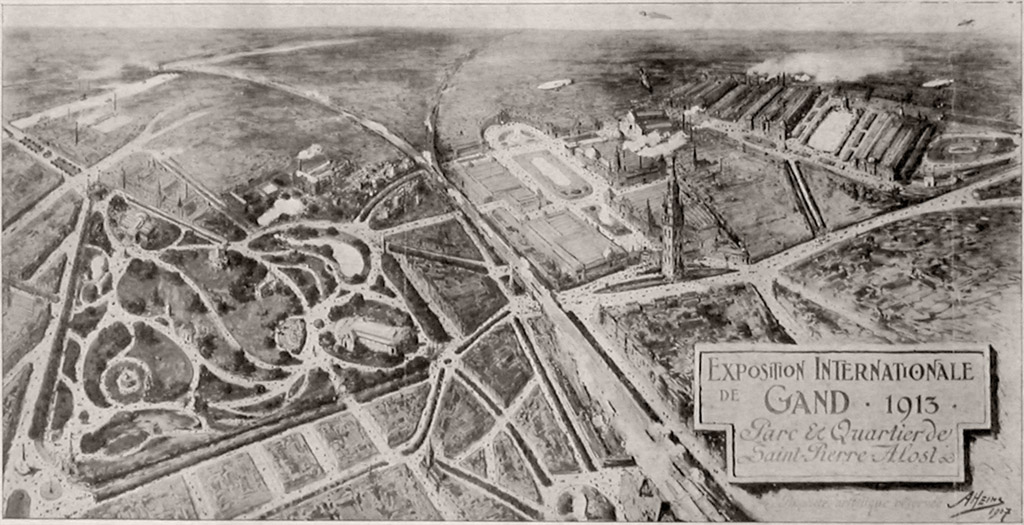
Ausstellungsgelände Gent 1913
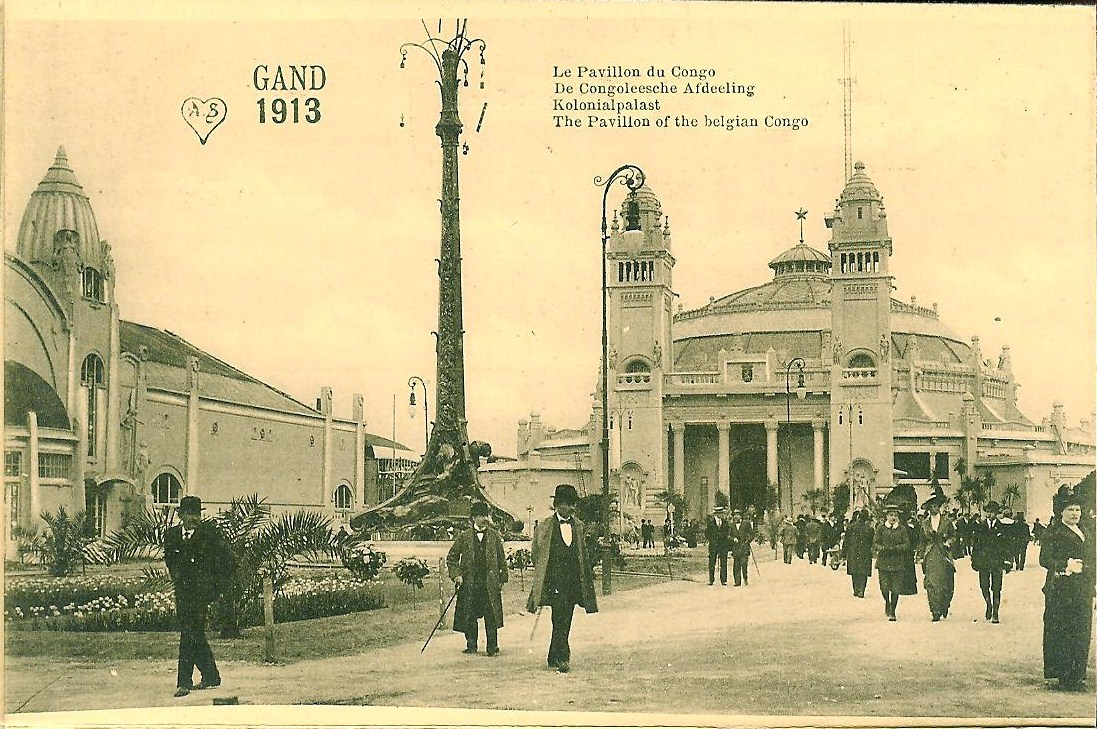
Kolonialpalast des Belgisch-Kongo bei der Weltausstellung von 1913